# روژه مونتو
روژه مونتو (انگلیسی: Roger Monteaux؛ ۱۸ ژوئیه ۱۸۷۹ – ۲۳ دسامبر ۱۹۷۴) بازیگر سینما و تئاتر اهل فرانسه بود.
وی همچنین برندهٔ جوایزی همچون لژیون دونور شده‌است.